# Nora Griffith
Pour les articles homonymes, voir Griffith.
Nora Griffith (7 décembre 1870 - 21 octobre 1937) est une égyptologue, archéologue, illustratrice et conservatrice écossaise. A la mort de son mari, l'éminent égyptologue Francis Llewellyn Griffith, elle fonde et dote le Griffith Institute de l'Université d'Oxford de leurs fortunes et collections communes.

## Biographie
Née sous le nom de Nora Christina Cobban MacDonald à Newmachar près d'Aberdeen en 1870, elle est la fille du chirurgien-major James MacDonald (1828-1906) d'Aberdeen et de Margaret Helen Leslie née Collie (1841-1876) et la sœur de Sir James Ronald Leslie MacDonald (en) (1862–1927), ingénieur écossais, explorateur, cartographe et ingénieur de l'armée britannique.
Elle visite l'Égypte en 1906, après quoi elle est conservatrice au musée d'archéologie du King's College à Aberdeen,.

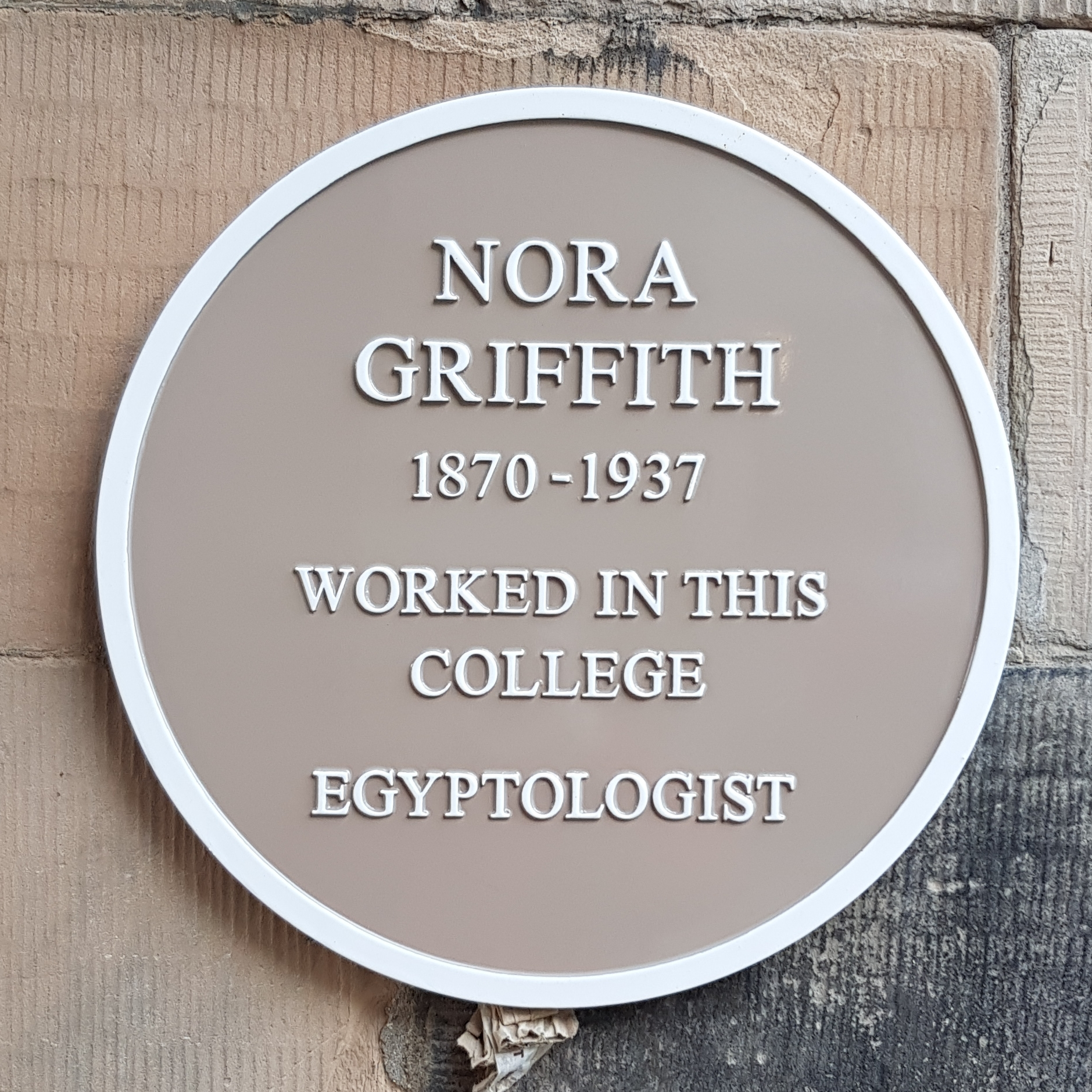
Plaque commémorative au King's College d'Aberdeen

S'intéressant à l'égyptologie, elle l'étudie auprès de l'éminent égyptologue britannique Francis Llewellyn Griffith à l'université d'Oxford. En 1909, elle devient la seconde épouse de Griffith et l'assiste dans ses études et ses fouilles en Égypte et en Nubie en 1910-1913, 1923, 1929 et 1930. Photographe et illustratrice de talent, elle est très intelligente et a un don pour les langues anciennes et modernes. Bien qu'elle ait publié plusieurs articles dans des revues savantes, elle est souvent négligée dans les archives de l'égyptologie. En 1923, elle publie son article « Akhenaten and the Hittites » dans The Journal of Egyptian Archaeology.
Après la mort de son mari en 1934, elle prépare son travail inachevé pour publication, notamment ses deux volumes Demotic Graffiti in the Dodecaschoenus, complet avec 70 illustrations en plus de photographies prises par elle-même. Elle organise et finance de nouvelles fouilles à Firka et Kawa au Soudan et soutient financièrement la Société d'exploration de l'Égypte dans ses travaux. Elle agrandit la déjà grande bibliothèque égyptologique rassemblée par son mari et elle-même et qu'elle donne ensuite à l'Université d'Oxford et ajoute sa propre fortune personnelle à celle de son défunt mari pour la construction et la dotation du Griffith Institute à Oxford qui se consacre à l'avancement de l'égyptologie et des études du Proche-Orient ancien,,,,,.
Nora Griffith est décédée à l'Acland Home d'Oxford d'une péritonite après une appendicectomie en 1937 à l'âge de 66 ans,. Elle est enterrée avec son mari au cimetière Holywell à Oxford.